# Tambatra
Tambatra (en français : L'Union), est un parti politique malgache fondé en 2001 à Madagascar.

## Historique
Tambatra est le nom d'un mouvement politique créé par Pety Rakotoniaina lors de la crise politique post-électorale de 2001. Le Tambatra fut dans un premier temps organisé sous la forme d'une association dans la région de Fianarantsoa, avant de devenir un parti politique national.
L’objectif du Tambatra, qui signifie en français "l'union", était de rassembler les forces vives pour faire face à la dangereuse violence à caractère politico-ethnique et de mener par la suite une politique de développement basée sur le dialogue et le respect de la diversité culturelle. 
Le parti Tambatra a tenu son premier congrès, en septembre 2006, qui a rassemblé plus de 3800 participants venant de toutes les régions de la grande île et de France. Le 23 et 24 septembre 2006, Tambatra a désigné son président national Pety Rakotoniaina à participer à la course à la magistrature suprême du 3 décembre 2006. 
En 2007, le Tambatra a réalisé une alliance avec le Mouvement national pour l’indépendance de Madagascar et le Manaovasoa sous l'appellation de TMM.